# Türksat–4A
Türksat–4A török kommunikációs műholdsorozat tagja.

## Jellemzői
Szükségszerű fejlődését a piaci igények meghatározták, több rádió- és televíziós adatátviteli csatornák (analóg és digitális; internet, IBS, VSAT), nagyobb lefedettség, biztonságos mentés képesség. Távközlési szolgáltatását Közép–Európától Afrikán,
Közel-Keleten, Oroszországon át Közép-Ázsiáig végezi.

## Küldetés
Építette az Mitsubishi Electric Corporation (MELCO) (japán), felhasználva egy DS-2000 platformot. Üzemelteti a Turk Telecom (Türksat A.Ş.).
Megnevezései: Turksat–4A; COSPAR: 2014-007A; SATCAT kódja: 39522.
2014. február 14-én a Bajkonuri űrrepülőtérről, az LC-81/24 (LC–Launch Complex) jelű indítóállványról egy Proton–M (Proton-M Briz-M) hordozórakétával állították közepes magasságú Föld körüli pályára (MEO, Medium Earth Orbit) (MEO, Medium Earth Orbit). Az orbitális pályája várhatóan 1432 perces, 42° hajlásszögű, Geostacionárius pálya perigeuma 35 600 kilométer, az apogeuma 35 780 kilométer.
Három tengelyesen stabilizált műhold. Formája kocka alakú, felszálló tömege 4850, üresen 1110kilogramm. Szolgálati idejét 15 évre tervezték. Telemetriai szolgáltatását 28 Ku-, Ka-és 6 C-sávos transzponderrel, illetve antennák alkalmazásával segíti. Pozíciójának helyzetét GPS rendszer segítségével követték. Az űreszközhöz napelemeket rögzítettek (7670 Watt ), éjszakai (földárnyék) energia ellátását újratölthető kémiai akkumulátorok biztosítják. Hajtóanyaga (20 évre elegendő) és mikrófúvókái segítik a stabilitást és a pályaadatok tartását.